# رب أيل الثاني ملك الأنباط
رب أيل الثاني المُلقب بـ سوتر (يُطلق عليه باللاتينية: Rabbel II Soter) آخر ملوك مملكة الأنباط في جنوب بلاد الشام. ورث الحكم عن أبيه مالك الثاني بعد وفاته عام 70 م، إلا أن حكمه كان في البداية تحت وصاية أمه شقيلة وبمساعدة من أخيه أنيشو بسبب صغر سنّه. تزوج من أخته جميلة، التي نقشت صورتها بجانب صورته على إحدى العملات واستقل بالحكم بعدها.
تم في عهده نقل مقر الحكم من البتراء إلى مدينة بصرى (تقع اليوم جنوب سوريا) نتيجةً لضعف دولة الأنباط في آخر أيامها، فيما أهمل منطقة الحجر (تقع اليوم شمال السعودية) وإخراجها من حساباته في أن تكون مقرًا بديلاً للحكم كما كان مرسومًا لها، مما أدى إلى حدوث تمرد في تلك المنطقة.
امتدت فترة حكم رب أيل الثاني ما بين عاميّ 70 م - 106 م، وهو العام الذي انتهى فيه حكم الأنباط باحتلال الرومان للبتراء وضمّها إلى إمبراطوريتهم في عهد الإمبراطور تراجان.

## ملوك الأنباط
| الترتيب | الحـــاكــم   | فترة الحكم      |
| ------- | ------------- | --------------- |
| 1       | حارثة الأول   | 169 ق.م-120 ق.م |
| 2       | حارثة الثاني  | 120 ق.م-95 ق.م  |
| 3       | عبادة الأول   | 95 ق.م-88 ق.م   |
| 4       | رب إيل الأول  | 88 ق.م-87 ق.م   |
| 5       | حارثة الثالث  | 87 ق.م-62 ق.م   |
| 6       | عبادة الثاني  | 62 ق.م-59 ق.م   |
| 7       | مالك الأول    | 59 ق.م-30 ق.م   |
| 8       | عبادة الثالث  | 30 ق.م-9 ق.م    |
| 9       | حارثة الرابع  | 9 ق.م-40        |
| 10      | مالك الثاني   | 40-70           |
| 11      | رب إيل الثاني | 70-106          |